# 杜宇

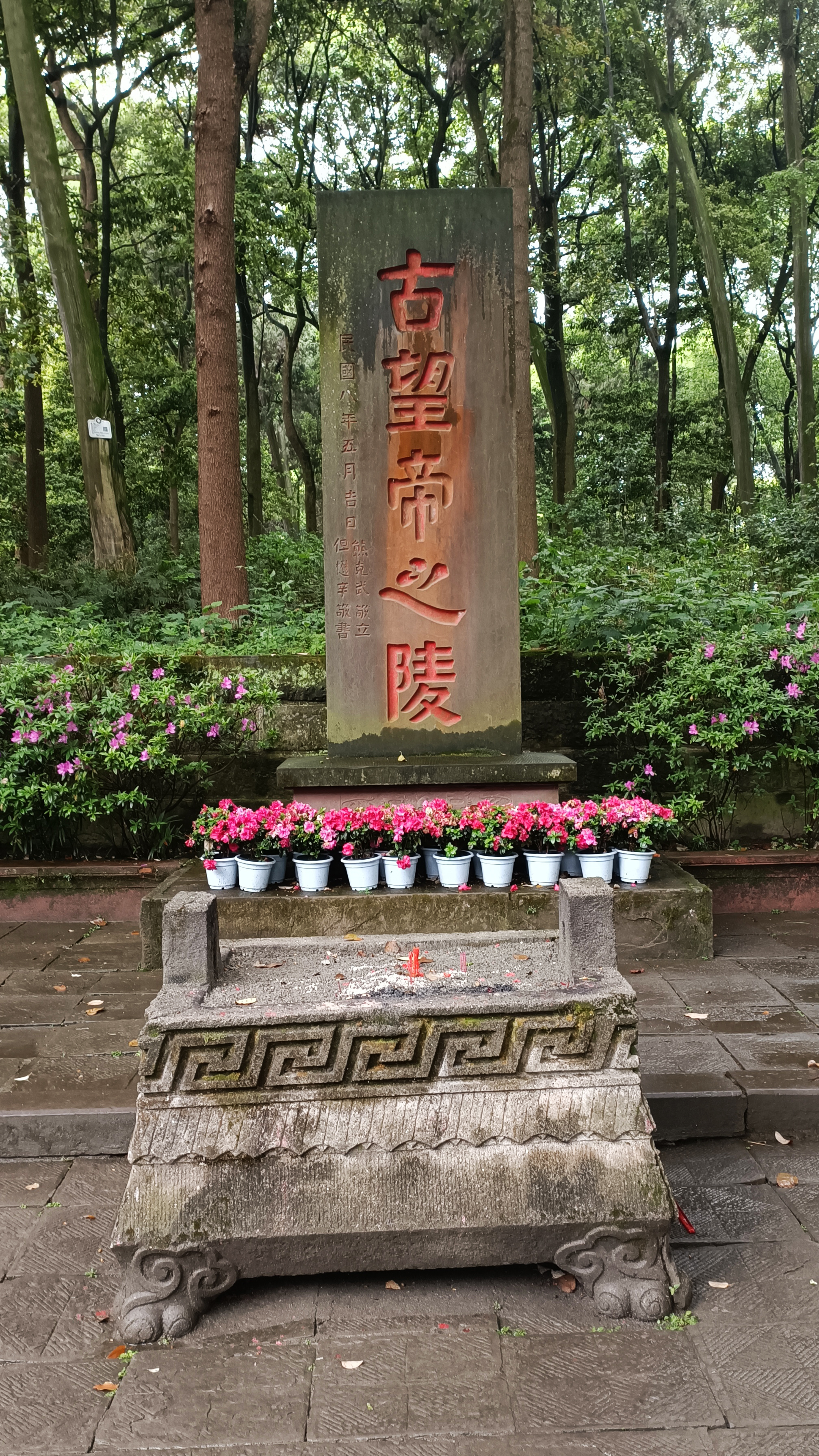
成都望丛祠内的古望帝之陵

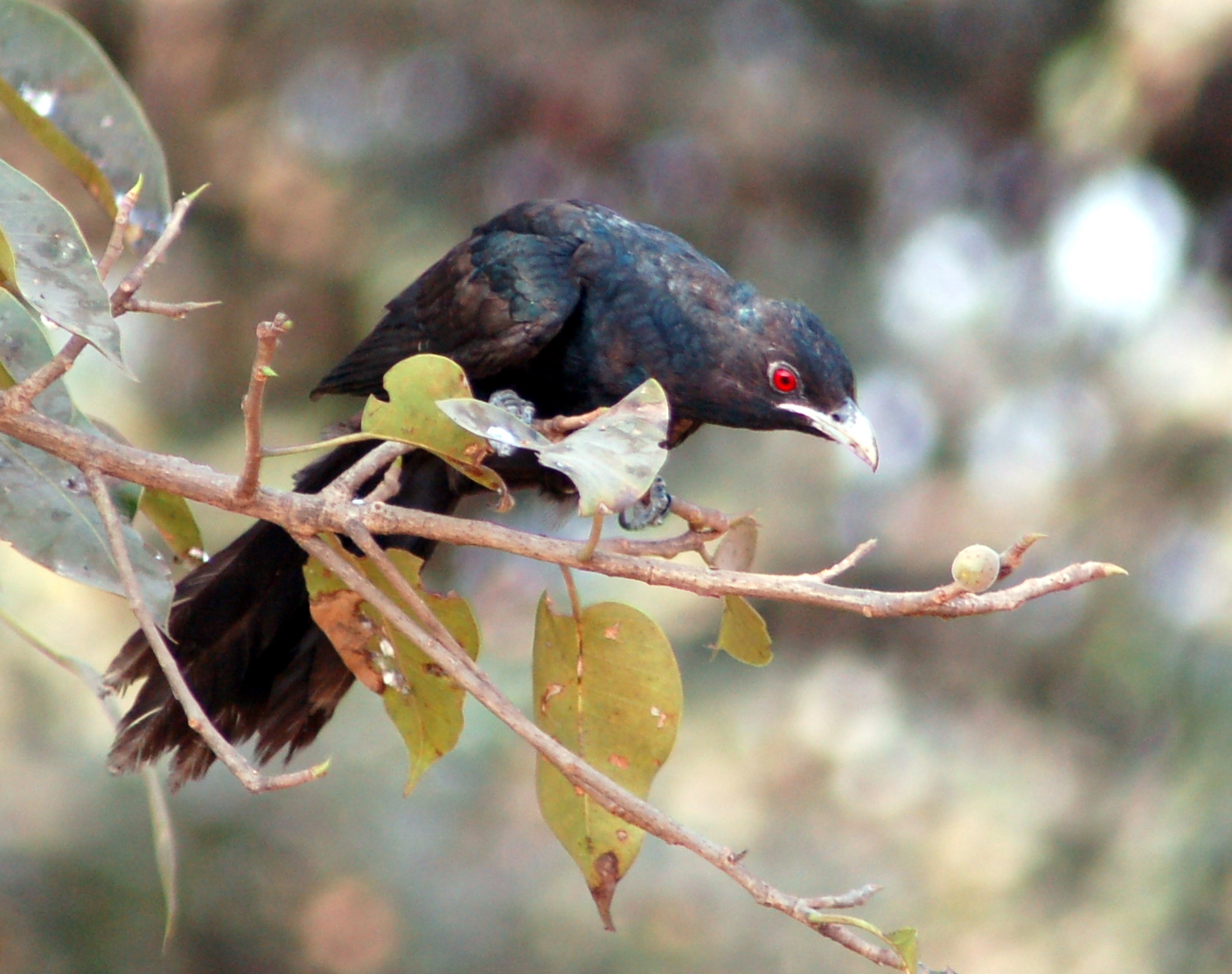
傳說杜宇在死後化為杜鵑鳥

杜宇（？—？），又名蒲卑、子規，死后號望帝，生卒年不詳，根據二十世紀的考古结果，大约处于商周之交至春秋时期，对应于十二桥文化。据传说杜宇是第四代在古蜀（今四川省成都一帶）建國的君主，善於耕作， 傳說中他在死後化為杜鵑鳥，日夜悲鳴，直到啼出血來，血染到杜鵑花上，令杜鵑花自此變成紅色。根据记载，杜宇治國约200年，因此又有杜宇是一個家族的說法。

## 生平

### 建立國家
在杜宇之前，統治古蜀的是魚鳧一族，据史書記載，魚鳧有一天前往湔山（今四川灌縣境內）打獵，但卻在那時突然“仙去”。 亦有认为周代早期位于渭水上游的（弓鱼）国即是魚鳧族人后裔。
魚鳧死後，扬雄《蜀王本纪》記載杜宇從天降至朱提（今雲南省昭通市），一名名叫「利」的女子，也從江源（今四川省崇州市）的井中冒出，杜宇在娶利為妻後，便在蜀地稱王，填補了在魚鳧去世後，蜀地突然缺少的統治者空位。但《华阳国志》的记载却正好与之相反，谓杜宇为蜀王，女子梁利从朱提迁来，二人联姻。 杜宇建國後，除將國都定在郫（今四川省郫縣）外，尚把瞿上（今四川省雙流縣）定為別都， 以有效管理其他地區。

### 開闢疆土
杜宇在建國後，認為自己的成就會比蠶叢、柏灌與魚鳧這三個在此建國的君主來的高，因此，他積極的開疆擴土，使得國土領域向東可達嘉陵江、向西可至今蘆山、天全一帶、向北可到漢中、向南可抵今天的青神縣。此外，他還把領土中的汶山建設成牧場、今天的四川省宜賓市、雲南省、貴州省一帶變成花園。

### 外交表現
在杜宇統治蜀地的同時，他和當時位處中原的周朝也有往來，並獻上許多貴重禮物， 以和周朝交好。

### 禪讓隱居
杜宇雖擅長於農耕，但對於治理洪水擇束手無策，因此，在他一百多歲時，命當時的宰相鱉靈，治理岷江的洪水，而在鱉靈治理洪水的期間，杜宇趁隙與鱉靈的妻子私通（另有一說，杜宇並未與其妻私通），杜宇後來在於心有愧、認為自己的德行不如鱉靈的情況下，將王位禪讓給他， 隱居於岷山， 传说其死後，每逢農曆三月，便化為杜鵑，以叫聲催促蜀人趁農時播種。
亦有说法，称杜宇其实际上是被鱉靈發動兵變而逃亡，因追求復辟不成自殺，死後怨魂化为杜鵑鳥。